# Ґашт (дегестан, Фуман)
Ґашт (перс. گشت) — дегестан в Ірані, в Центральному бахші, в шагрестані Фуман остану Ґілян. За даними перепису 2006 року, його населення становило 16781 особу, які проживали у складі 4440 сімей.

## Населені пункти
До складу дегестану входять такі населені пункти:
- Алісара
- Буиїн
- Ґашт
- Ґашт-е-Ґураб
- Ґераку
- Дарбаґ
- Джогуд-Біджар
- Емамзаде-Такі
- Калье-Коль
- Камсар
- Корд-Махале
- Лелекам
- Мудеґан
- Насралла-Махале
- Нов-Ґураб
- Паланґ-Коль
- Піш-Хесар
- Рудбар-Чіре
- Серабостан
- Халіль-Сара
- Халке-Басте
- Хосейнабад
- Хосейн-Кух
- Шальдег
- Шекаль-Ґураб-е-Бала
- Шекаль-Ґураб-е-Паїн
- Шельке-Банан
- Шулам